# 지미 코너스
제임스 스콧 "지미" 코너스(James Scott "Jimmy" Connors, 1952년 9월 2일 ~ )는 전 세계 랭킹 1위였던 미국의 남자 테니스 선수이다. ‘짐보’(Jimbo)라는 애칭으로도 알려져 있다.
그는 1974년 7월 29일부터 1977년 8월 29일까지 160주 연속 세계 1위를 지켰으며, 그외에도 여덟 번 세계 랭킹 1위에 올라 총 268주간 세계 1위를 기록했다. 그는 8개의 그랜드 슬램 단식 타이틀을 땄으며 일리에 나스타시와 팀을 이루어 2개의 그랜드 슬램 복식 타이틀도 획득했다. 또한 크리스 에버트와 팀을 이루어 1974년 US 오픈 혼합 복식에서도 준우승했다. 그는 테니스 역사상 가장 뛰어난 남자 선수 중 한 명으로 평가 받는다. 그는 한때 2003년 US 오픈 우승자인 미국의 테니스 선수 앤디 로딕의 코치를 맡기도 했었다.

## 참고 문헌
- (영어) Busch, Diane; Busch, Jim (1998). 《Jimmy Connors, A Biography: Eye of the Tiger》. Pittsburgh, Penn: Dorrance Publishing. ISBN 0-8059-4434-6.
- (영어) Sabin, Francene (1978). 《Jimmy Connors, King of the Courts》. Putnam. ISBN 0-399-61115-0.

## 비디오
- (영어) Charlie Rose with Jimmy Connors (August 7, 1995) Studio: Charlie Rose, DVD Release Date: October 5, 2006, ASIN: B000JCF3S8
- (영어) BIOGRAPHY: Jimmy Connors DVD A&E[깨진 링크(과거 내용 찾기)] 2002.
- (영어) JIMMY CONNORS PRESENTS TENNIS FUNDAMENTALS: Comprehensive, Starring: Jimmy Connors; Chris Evert, Foundation Sports, DVD Release Date: May 1, 2006, Run Time: 172 minutes, ASIN: B000FVQWCY.
- (영어) Wimbledon 1975 Final: Ashe vs. Connors Standing Room Only, DVD Release Date: October 30, 2007, Run Time: 120 minutes, ASIN: B000V02CTQ.